# 中国人民解放军海军
中国人民解放军海军，又称为中国海军、人民海軍或解放军海军，是中国人民解放军的海战军种，也是中华人民共和国的主要海上武装力量。解放军海军以各种军用舰艇、舰载机和岸基军用飞机为主要作战平台，其职能是独立或协同陆军、空军和火箭军作战，防御敌人从海上的入侵和骚扰，保卫领海主权，维护中国的海洋权益。解放军海军现役军人约為29万人，其中包括40,000余名陆战兵和26,000名航空兵人員。解放军海军现役主战舰艇约200艘，包括两个航空母舰战斗群。
解放军海军目前由五大兵種組成，分別是︰水面舰艇部隊（作战舰艇部队及勤务舰艇部队）、潛艇部隊、岸防部隊、海軍陸戰隊和海軍航空兵，其作战部队除海军总部直属单位外，都部署于北海、东海、南海三支舰队中，分属北部、东部、南部三个战区。
解放军海军的歷史最早可追溯到第二次國共內戰期間作戰的中國共產黨自己组建的水面部隊及一部分投诚的中华民国海军舰队，自成立起先后参与八六海战、崇武以东海战、西沙海战、赤瓜礁海战等多次海上军事行动。在整個1950年代和1960年代初期，蘇聯以海軍顧問形式向中國海軍提供裝備和技術援助，而中苏交恶后解放军舰艇技术走向自研。直至20世紀90年代前，人民海军主要是负责近海防御工作，活動區域局限在河口湾、沿岸以及南海部分近岸海域，是一支褐水海軍。但隨着蘇聯解體後北部陸地邊界爭端解決，陸軍的國防壓力大幅減弱，加上改革開放後中國整體國力的快速提升，更多資源得以被投放在海軍建設上，解放军海军逐渐转型成为依托岸基防空和航空兵支援作战的绿水海军。进入21世纪后中國海軍發展突飛猛進，目标也转变为了在亚太地区寻求战略主导权，突破美國为冷战围堵而设置的第一和第二島鏈並在南海爭議中謀求优势地位，以及向全球范围内投射影响力来保護中國日益重要的海外利益和資產。随着技术更新和舰队规模的不断扩大，中国海军正逐步拥有远洋作战和舰载制空能力，向蓝水海军迈进。
2016年，解放军在亞丁灣西岸的吉布提建立保障基地，主要是為亞丁灣巡航的中國軍艦進行補給和休整的地點。另外據國外媒體報導，中國有意在所羅門群島及柬埔寨建立海軍基地，這引起了美國的焦慮。國外有專家开始認為，中國海軍已從區域活動的綠水海軍遂步發展為「具有強大區域拒止及防御能力，同時快速提升域外進攻能力」的藍水海軍。
截至2021年，解放军海軍舰艇总噸位已超200万吨，是僅次於美國海軍的世界第二大海军。在舰艇數量上，解放军海军则位於世界第一，现役有大約370艘水面艦艇和潛艇，其中70%是2010年后服役的新式舰艇；相比之下，美國海軍則只擁有不到296艘艦艇，而且只有25%是舰龄低于十五年。根據美國五角大楼的報告，中國海軍的現代化進程及擴張只會不斷加強，預計到了2025年時將擴建至400艘艦船，其中增長重點主要为具备舰队立体作战能力的水面戰艦，比如航空母舰、两栖攻击舰、大型驱逐舰（其中055型被北约定义为巡洋舰）和其它辅助与後勤力量。此外由于现今中国在造船业产能上有着压倒性优势（超全球总量50%，根据美国制造业联盟的估算是美国产能的232倍），美国海军情报局预测中国海军在2035年前会拥有475艘作战舰艇，而相比下美国只会有305至317艘；而海军战争学院则更是预言美国在西太平洋将会因为处于数量劣势而难以维持制海权。

## 历史

### 创立伊始
中国人民解放军海军是在中国人民解放军陆军一部和中华民国海军舰队及官兵的基础上组建起来的。
1944年，在抗日战争时期，驻威海刘公岛的汪精卫政权海军练兵营的卫队长郑道济率600多人宣布起义，隨後加入八路军，1944年11月改编为胶东军区海军支队，成为中国共产党领导的第一支海上武装力量。消息传到延安，毛泽东指示叶剑英成立了中共军队历史上第一个海军研究小组。
1949年1月8日，在西柏坡召开的中共中央政治局会议上讨论并通过《目前形势和党在1949年的任务》的决议，其中指出：“1949年及1950年我们应当争取组成一支能够使用的空军及一支能够保卫沿海、沿江的海军。”此后，毛泽东多次强调建设海军的重要性，还指示中国人民解放军第三野战军前敌委员会，在发起渡江战役前后，尽快组建华东军区海军。
1949年3月4日，宣布起义的中华民国海军“重庆”号巡洋舰舰长邓兆祥率部抵达葫芦岛港。3月24日，进军北平的中共中央机关途经河北省涿县时，毛泽东、朱德联名签发了致“重庆”号巡洋舰舰长邓兆祥及全体官兵的嘉勉电。同时，毛泽东、朱德决定立即组建海军。4月23日，中华民国海防第二舰队司令林遵宣布起义，加入中国人民解放军；所部25艘舰艇、1,200余名官兵中，有18艘艦艇拒絕加入，向長江下游突圍，其中11艘成功至上海，重回中華民國海軍陣營。
1949年4月4日，中国人民解放军第三野战军副司令员粟裕、参谋长张震奉中共中央军委命令，在江苏省泰县白马庙乡（今位于江苏省泰州市高港区）建立渡江战役指挥部，接收中华民国海军起义舰艇以组建一支保卫沿海沿江的海军部队。1949年4月23日，华东军区海军领导机构在江苏泰州白马庙乡成立，张爱萍任司令员兼政委，中国人民解放军海军从此诞生。1989年2月17日，中央军委批复海军党委：以1949年4月23日华东军区海军成立日期为“人民海军成立日”。
华东军区海军成立后，以华东军区海军司令部、政治部的名义在《大公报》上刊登了《关于招收原海军人员参加人民海军的通知》，并在福州、青岛、厦门、广州等地设登记国民党海军人员办事处。由此招收了大批原中华民国海军官兵。其中有曾以鼎中将（原国民党海军第二舰队司令、江防舰队副总司令、海军司令部参谋长）、韩玉衡少将（原国民党海军马尾造船所所长）等高级军官，也有海军专业技术人员如徐时辅（原国民党海军总司令部办公室副主任）、何希琨（原国民党海军青岛军官学校上校教育长）等人。张爱萍将这些人员组织起来，成立海军研究委员会，协助华东军区海军首长接收装备、组建海军部队、主持舰船修复。
1949年8月28日，毛泽东在中南海怀仁堂正门大厅里接见了张爱萍、林遵、曾国晟（原中华民国海军司令部第六署署长）、金声（原中华民国海军司令部办公厅主任）、黄胜天（华东军区海军司令部参谋）等人一行。应张爱萍请求，毛泽东为华东军区海军题词：“我们一定要建设一支海军，这支海军要能保卫我们的海防，有效地防御帝国主义的可能的侵略。”另为华东军区海军机关报《人民海军》报题写了“人民海军”四字报头。报头及题词在8月29日下午送交张爱萍。
1949年11月11日，为了培养海军人才，在大连成立了第一海军学校，即今海军大连舰艇学院。
1950年元旦，《人民海军》报创刊号发行，刊登了毛泽东的上述题词，8月27日朱德总司令、刘少奇副主席、周恩来总理为华东军区海军的题词（朱德题词：“虚心学习，努力工作，建设一支人民的海军”；刘少奇题词：“建设人民的海军，巩固国防”；周恩来题词：“为建设中国人民海军而奋斗”），以及华东军区司令员陈毅、政治委员饶漱石、副司令员粟裕的题词。
1950年1月13日，正在苏联进行国事访问的毛泽东自莫斯科给正在主持中央工作的刘少奇发电报称：“可即任命萧劲光为海军司令。”据此，1950年1月15日中央军委命令：“（一）为了统一管理现有各地海军人员及舰艇，及建立人民海军，特任命萧劲光为中国人民解放军海军司令员。（二）现在大连创办之海军学校，及华东军区海军司令部，今后即直接向萧劲光司令员报告工作。”後來，正在苏联访问的毛泽东又發表意見支持萧劲光将海军机关设在北京的观点，毛泽东表示：“海军是一个军种，海军机关是一个战略决策机构，应单独成立司令部。海军机关要设在北京。”

### 渐露锋芒

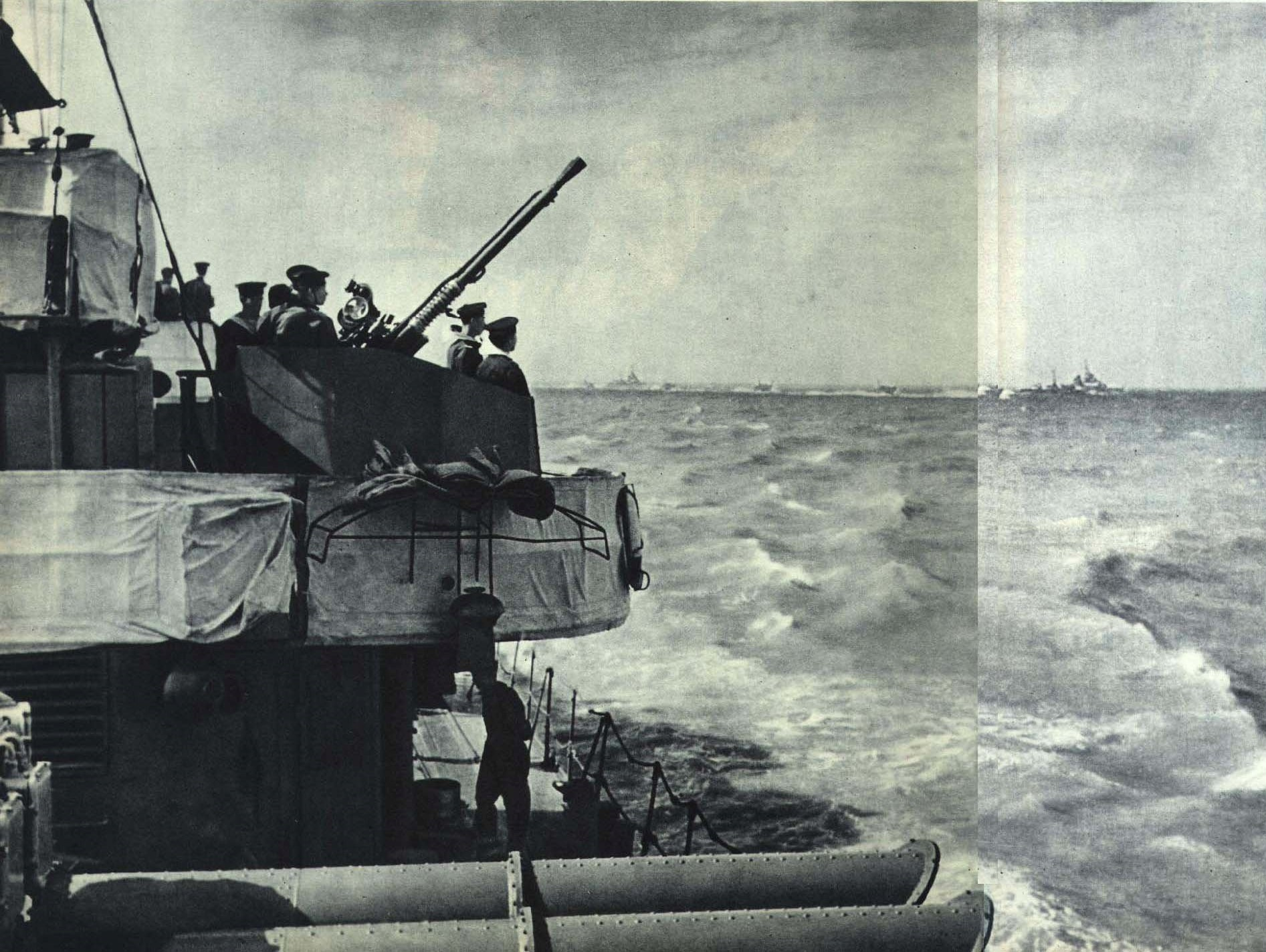
1963年中国人民解放军海军演习

1950年4月14日，中国人民解放军海军领导机关成立大会在北京协和医院礼堂举行。萧劲光任司令员，刘道生任副政委兼政治部主任；同年任命王宏坤为副司令员，罗舜初为参谋长。1955年至1960年，相继组建了东海舰队、南海舰队和北海舰队。
1950年3月中旬，毛泽东在中南海颐年堂听取了萧劲光有关海军筹建工作的汇报。随后毛泽东批准经费，先在北京贡院东街建起两栋三层楼作为海军司令部、政治部机关的办公地点。1953年后，请梁思成主持设计，建造了使用至今的海军机关办公楼。后来又在海军机关办公楼周边逐步建设了直属部队营房、军官宿舍等，形成了“海军大院”。
1950年5月25日凌晨4时，解放万山群岛的渡海登陆战斗中负责袭击牵制敌舰队的火力船队副队长林文虎率排水量仅有28吨的“解放号”小炮艇单艇突入垃圾尾（今称桂山岛）马湾港，向停泊的敌海军各类舰20多艘（其中排水量千吨以上的大舰有4艘）近战突袭开火扫射。林文虎从敌舰转入战斗的灯光信号中判明敌旗舰太和号护卫舰，遂指挥“解放号”向太和号护卫舰猛扑逼近百米时对准旗舰指挥台集火猛射，第三舰队舰队代司令兼万山防卫部司令官齐鸿章重伤、打断了胳膊。登陆舰“中海号”也被击中起火，随重伤的旗舰逃出马湾港。人民海军“桂山号”登陆舰也赶到马湾港内参战，又击沉对方650吨“永宁号”扫雷舰。天亮后，舰队发现港内只有解放军两艘小舰艇，集中舰队和岸上火力反击。“解放号”被击穿十余次，19名官兵伤13人、牺牲3人，林文虎冲向炮位恢复射击时中弹牺牲；43岁的艇长梁魁庭原为起义的舞凤艇副艇长，此时身上脸上十多处被弹片迸伤，驾艇通过垃圾尾和中心洲之间的狭窄水道冲出包围返航。桂山舰被击沉。毛泽东主席赞扬这次海战“是人民海军首次英勇战例，应予表扬”。林文虎被中南军区追认为海军战斗英雄。梁魁庭被授予全国战斗英雄，解放号艇党代表王大明被授予海军战斗英雄。
1949年底至1950年初，毛泽东第一次率团访问苏联，同苏联政府签订了购置海军装备的协议，苏联政府向中华人民共和国提供1.52亿美元贷款用于支付有关费用。但朝鲜战争爆发后，美国第七舰队进入台湾海峡，中华人民共和国战略中心转向朝鲜半岛，该笔贷款后經调整使用，海军首次购买苏联装备计划搁浅。
1950年8月10日，海军建军会议在北京举行。会议决定向中共中央提出争取苏联援助的具体建议。不久，萧劲光向毛泽东汇报海军建军会议情况。1950年10月8日，毛泽东亲自给斯大林写下一封信，以解释和推动海军军事订货问题。1952年4月底至6月底，萧劲光再度访问苏联莫斯科，与苏联海军商谈1952年内中国人民解放军海军订货落实及海军五年建设计划等问题。1952年7月10日，毛泽东再次给斯大林写信。1953年6月4日，中苏签订《关于海军交货和关于在建造军舰方面给予中国以技术援助的协定》。按照该协定，中华人民共和国自苏联购得舰艇137艘，其中成品舰42艘、需运回中国组装的半成品舰95艘。
1950年11月底，中央军委电令各中央局、各中央分局、各大军区，责成各地的党政军民学机关设法清理、登记流散各地的原海军人员。“凡无政治问题，身体尚健，而有一技之长者，尽可能抽调来，以克服新海军建设中人才的困难”。此后，萧劲光从这批人以及华东军区海军研究委员会中选出20多人，请到北京成立中国人民解放军海军机关的研究委员会。
1952年2月14日，毛泽东冒雪视察中国人民解放军海军机关，并对海军装备建设作出指示。1953年，毛泽东主席视察海军，其间，5月21日为长江舰、洛阳舰，5月24日为南昌舰、广州舰、黄河舰题词：“为了反对帝国主义的侵略，我们一定要建立强大的海军。”1953年12月4日，中共中央政治局讨论海军建设计划时，毛泽东指示：“为了肃清海匪的骚扰，保障海道运输的安全；为了准备力量，于适当时机收復台湾，最后统一全部国土；为了准备力量，反对帝国主义从海上来的侵略，我们必须在一个较长的时期内，根据工业发展的情况和财政的情况，有计划地逐步地建设一支强大的海军。”
1954年至1965年间，中国人民解放军海军水面舰艇部队、潜艇部队同中华民国海军发生海战十余次，主要以水面舰艇部队为主，初期损失较多，随着海战经验的丰富，取得了几次以弱势装备取胜的战例，随着装备水平的提高，海战逐渐减少；海岸炮兵参加了历次金门炮战；中国人民解放军海军航空兵在历次台海军事冲突中执行任务。1954年5月，海军参加东矶列岛战役并取胜。1955年，海军派出部队，与陆军、空军协同作战，参加了一江山岛战役，取得胜利。1965年，与中华民国海军进行八六海战和崇武以东海战并取得胜利。
1957年，国务院总理周恩来在青岛检阅海军部队。
1974年，南海舰队在西沙海战中击败南越海军，控制了西沙群岛全部岛礁。
1975年5月2日晚至5月3日凌晨，毛泽东在中南海最后一次主持召开中共中央政治局会议，他同每位与会的中共中央政治局委员握手交谈，毛泽东握着海军政治委员苏振华的手说：“管海军靠你。海军要搞好，使敌人怕。”随即伸出小拇指说：“我们海军只有这样大！”1975年5月8日，苏振华向海军党委常委传达了毛泽东的指示。随后，苏振华组织人员并邀请国务院工业部门人员共同研究制定了《海军舰艇十年发展规划》。1975年5月22日，苏振华以个人名义向毛泽东写了书面报告，报告中表示“力争在十年左右建成一支较强大的海军。”5月23日，毛泽东收阅报告后批示：“努力奋斗，十年达到目标。”

### 改革開放

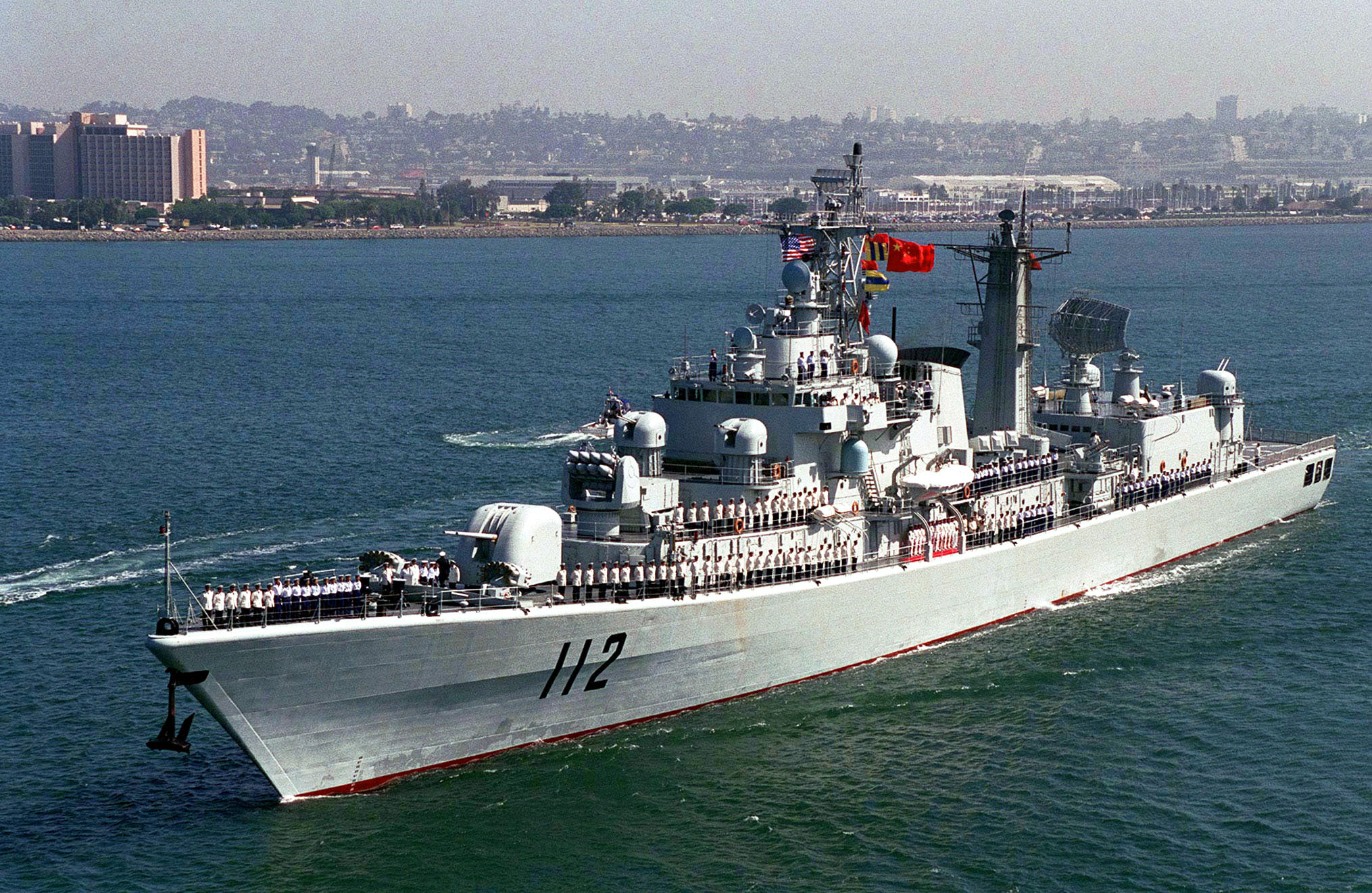
1997年3月，哈爾濱號驅逐艦訪問美國

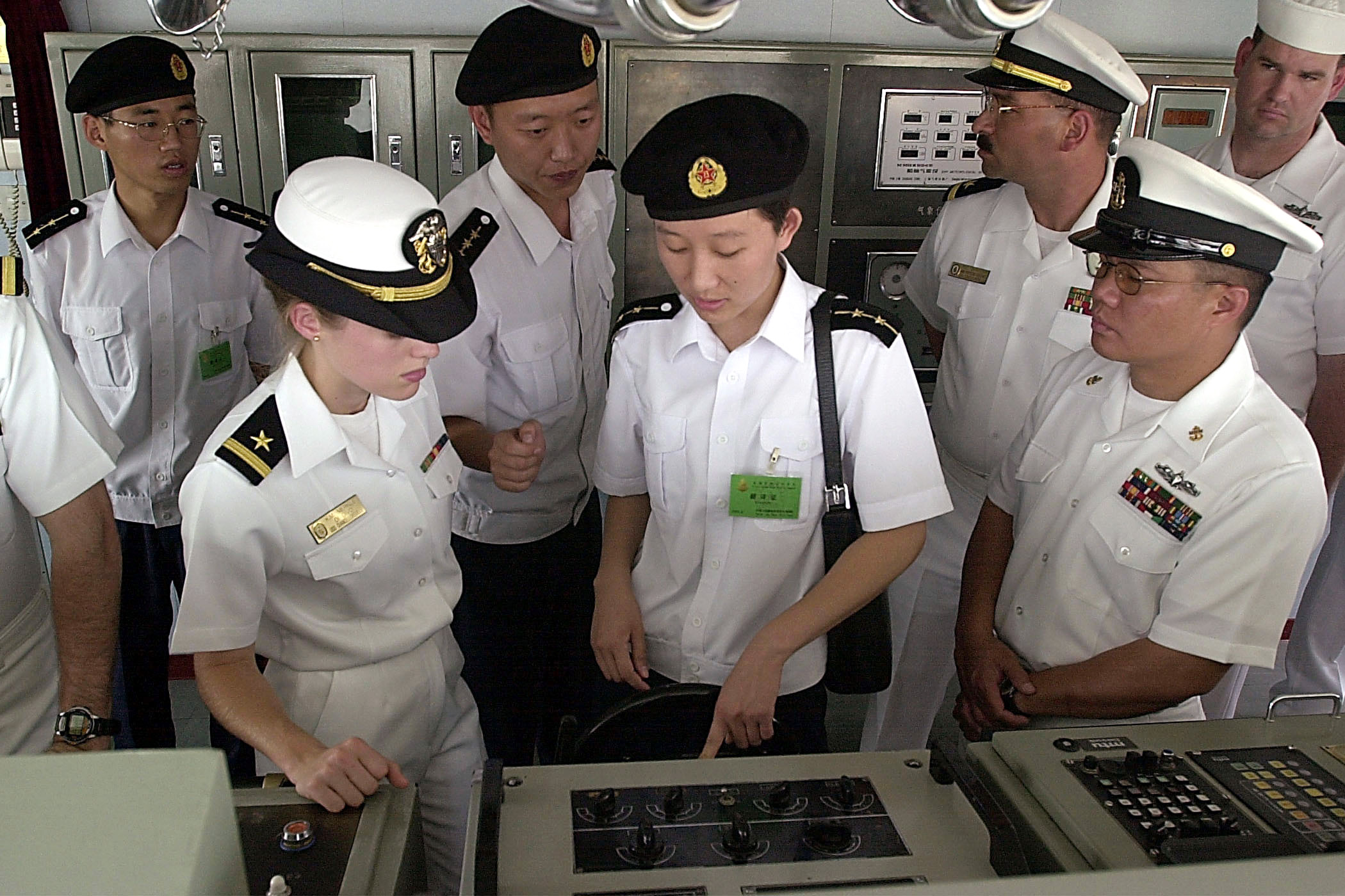
2000年8月，美國海軍訪問青島，在哈爾濱號驅逐艦上參觀

1978年11月18日，公布《海军舰艇命名条例》。1980年，重建海军陆战队。
1980年5月18月，中国首次向南太平洋海域举行东风-5型洲际弹道导弹试射，为了确保导弹试射成功以及导弹数据舱的回收等工作，海军于4月组建由6艘051型驱逐舰、向阳红1号海洋调查船、向阳红5号海洋调查船、远望1号航天测量船、远望2号航天测量船等多艘远洋潜艇支援舰、远洋拖轮、补给舰组成的远洋舰队前往预定试射海域。
1985年11月16日至1986年1月19日，东海舰队132合肥号导弹驱逐舰、东运615丰仓号综合补给舰（已改舷号舰名为882鄱阳湖号综合补给舰）组成舰艇编队出访巴基斯坦、斯里兰卡和孟加拉国，此为中国人民解放军海军首次派出对外出访舰艇编队。
1988年3月14日，南海舰队在赤瓜礁海战中击败越南海军，收复赤瓜礁、华阳礁、永暑礁、东门礁、渚碧礁、南薰礁。
1989年3月31日至1989年5月2日，海军大连舰艇学院郑和号训练舰出访美国。
1995年，中央军委主席江泽民在青岛检阅海军部队。
1996年台海危機。
2001年4月1日，中国人民解放军海军航空兵派出2架歼-8II战斗机對一架在中国南海执行侦查任务的美国海军EP-3型偵察機进行监视和拦截，其中一架僚机在中国海南岛东南70海里（110公里）的中国专属经济区上空与美机发生發生碰撞，中國战斗机墜毀，飞行员王伟牺牲，而美國的軍機則迫降海南岛陵水機場。
2002年5月15日至9月23日由青岛舰和补给船组成的舰队从青岛起航，完成了中国海军首次环球巡航。
2003年，为了精简指挥层次，解放军海军撤銷了基地一级指挥机构。撤銷了海军航空兵部，但保留了海军航空兵这个名称。
2003年4月16日，北海舰队361号潜艇在训练中因事故沉没，70名官兵遇难。事后，时任海军司令员的石云生和海军政治委员的杨怀庆被免职。

### 走向远洋

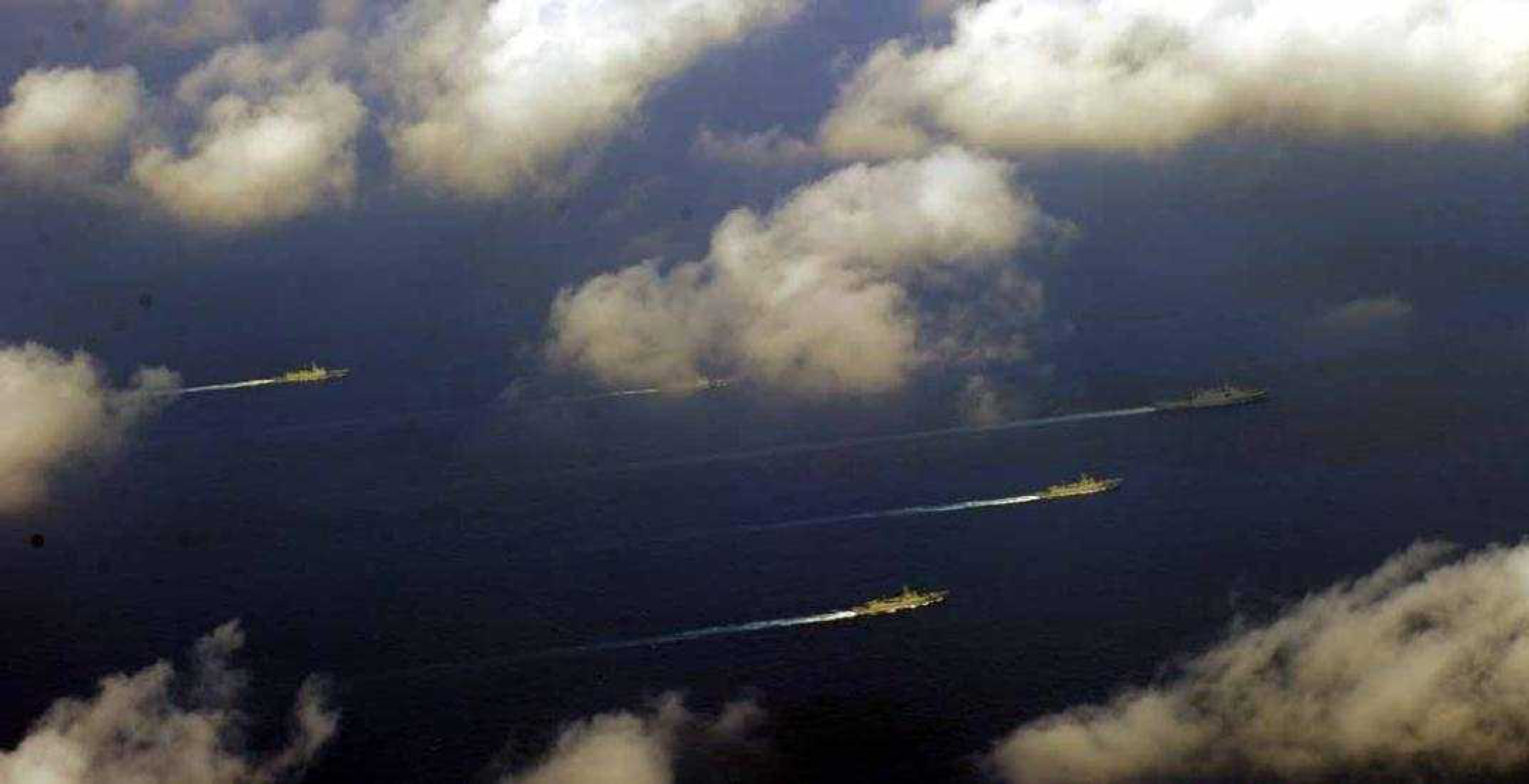
2012年，正在西太平洋航行的解放军海军编队

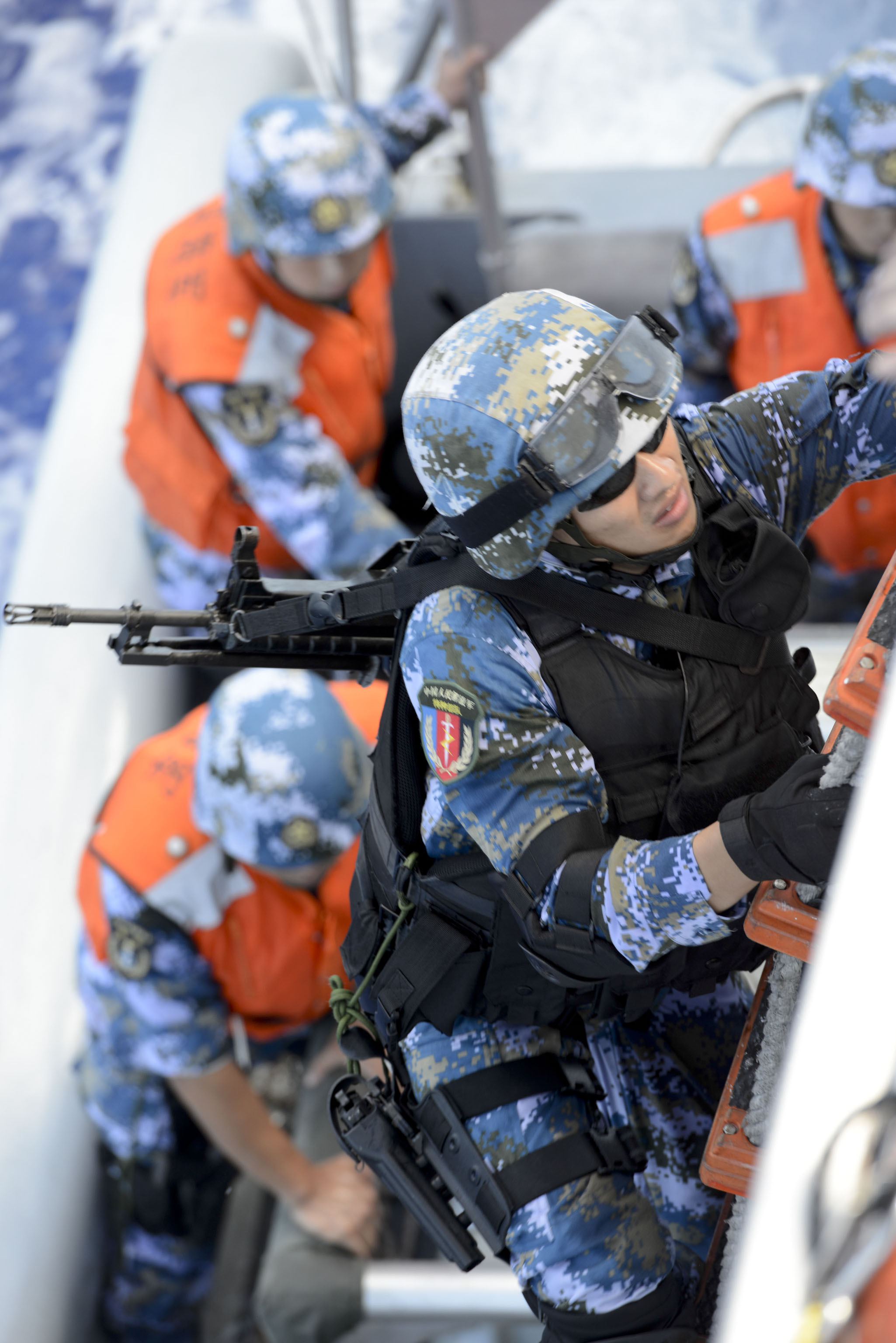
解放軍海軍陸戰隊在2014年环太平洋军演

2008年12月26日，南海舰队派出舰艇编队赴亚丁湾打击索马里海盗（中国人民解放军海军索马里护航行动）。截止到2023年5月，中国海军已派出了44批护航编队。
2009年4月23日，中国海军在青岛举行中国人民解放军海军建军60周年阅兵式，中央军委主席胡锦涛主持阅兵式，并邀请14国21艘军舰参与阅兵仪式。
2011年利比亚内战爆发，正在亚丁湾执行打击海盗行动的海军护航编队，奉命执行在利比亚的撤侨任务。
2011年8月10日，中国海军首艘航空母艦（苏联（乌克兰）未完成航母瓦良格号续建）出海进行航行试验。2012年9月25日，命名为辽宁号并正式入役。
2014年1月7日至6月23日，中国海军先后派出盐城舰、黄山舰分别与俄罗斯、丹麦、挪威舰艇执行了20批叙利亚化学武器海运出境至销毁点联合护航任务。
2014年6月23日至8月1日，中国海军派出由导弹驱逐舰海口舰、导弹护卫舰岳阳舰、综合补给舰千岛湖舰、医院船岱山岛舰组成的舰艇编队参与在美国夏威夷举行的“环太平洋-2014”演习。
2014年9月20日解放军海军反海盜護航編隊訪問伊朗阿巴斯港，此为中国人民解放军海军首次进入波斯湾。
2014年12月，中国海军北海、东海、南海三大舰队共18艘水面舰船，在西太平洋冲之鸟礁海域举行了代号“机动六号”的军事演习。规模超越2013年10月底的“机动五号”演习，是中国海军有史以来举行的最大规模的远海演习。
2015年3月29日至4月7日，在亚丁湾、索马里海域执行护航任务的中国海军第十九批护航舰艇编队临沂舰、潍坊舰、微山湖舰赶赴也门，执行撤离中国在也门人员任务。中国海军护航编队共执行了４次撤离任务，成功从也门撤离了中国公民600多人，以及来自15个国家的外国公民279人。
2015年5月11日至21日中俄两国海军在地中海海域举行了“海上联合—2015（Ⅰ）”演习。8月20日至28日中俄两国海军在彼得大帝湾海域、克列尔卡角沿岸地区和日本海海空域举行“海上联合—2015（Ⅱ）”军事演习。9月初参加演习的解放军海军舰艇编队中的5艘舰船在军演结束后继续组织远海训练，于9月3日到4日由塔纳加海峡通过美国阿留申群岛进入白令海。这是中国人民解放军海军舰艇首次出现在该海域。
2016年初，在深化国防和军队改革中，以海军各舰队机关为基础，调整组建为各战区海军机关。解放军海军现设有北部战区海军、东部战区海军、南部战区海军三个战区海军，并在中部战区编有海军人员。中部战区地域（北京、天津、河北、山西、陕西、河南和湖北）内有海军单位，中部战区机关干部中也有海军干部，但中部战区不直辖海军部队，也不设中部战区海军领导机关。
2016年7月1日中國解放軍五艘軍艦從舟山啟航抵達夏威夷參加环太平洋军演-2016。
2018年4月12日，中央军事委员会在南海海域举行海上阅兵。此次阅兵是中华人民共和国成立以来规模最大的海上阅兵。48艘舰艇、76架战机、1万多名官兵参与。
2019年4月23日，中国人民解放军海军成立70周年海上阅兵在青岛举行，中央军委主席习近平主持阅兵式，共派出32艘舰艇、39架战机，分别编为6个群、10个梯队，并邀请13个国家，18艘舰艇参加阅兵仪式。
2019年12月17日下午中国第一艘国产航空母舰山东舰在海南三亚某军港交付海军。
2021年4月23日，在海南三亚某军港，新一艘094A型战略/弹道导弹核潜艇入列南海舰队/南部战区海军，中央军委授予其“长征18号”舰名，舷号421；国产第一艘075型两栖攻击舰入役，中央军委授予其“海南号”舰名，舷号31。
2022年6月17日，中国首艘电磁弹射航空母舰下水命名仪式在中国船舶集团有限公司江南造船厂举行。经中央军委批准，第三艘航空母舰命名为“中国人民解放军海军福建舰”，舷号为“18”。

### 海軍航空兵海基化
《南華早報》2023年8月2日報導，美國空軍大學（Air University）中國航天研究院（China Aerospace Studies Institute，CASI）周一發布的一項研究顯示，解放軍今年初開始將包括戰機、轟炸機、雷達、防空和機場等海軍航空單位轉交中国人民解放军空军。
截止2023年8月2日為止，起碼有原本隸屬中方海軍的3支戰機旅、2支轟炸機團、3支雷達旅、3支防空旅和機場站，如今都已轉歸空軍。
此外，報告指出，這目標在於強化中方航母力量，以支持海軍打造成熟航母艦載航空兵力的長期雄心。而轉移眾多軍機，還有許多基礎設施等，中方海軍如今可以有更多餘裕，在目前有限的資源下，去發展較以航母為中心的軍力。

## 编制
中国人民解放军海军平时实行作战指挥与建设管理合一的领导体制。共分为五大兵种：海军水面舰艇部队、海军潜艇部队、海军航空兵、海军陆战队、海军岸防部队。海军水面舰艇部队编有战斗舰艇部队和勤务舰船部队。
2016年改革后，中国人民解放军海军领导管理下列机构和直属单位：

### 职能部门
- 参谋部
- 政治工作部
- 后勤部
- 装备部
- 纪律检查委员会（监察委员会）

### 战区海军机关
- 南部战区海军（南海舰队）[註 1]
- 东部战区海军（东海舰队）[註 2]
- 北部战区海军（北海舰队）[註 3]

### 兵种机关
- 中国人民解放军海军陆战队

### 直属单位
- 中国人民解放军海军试验基地
- 中国人民解放军海军舰载机综合试验训练基地
- 中国人民解放军驻吉布提保障基地
- 中国人民解放军海军研究院

### 直属院校
- 中国人民解放军海军指挥学院
- 中国人民解放军海军工程大学
- 中国人民解放军海军航空大学
- 中国人民解放军海军军医大学
- 中国人民解放军海军大连舰艇学院
- 中国人民解放军海军潜艇学院
- 中国人民解放军海军勤务学院
- 中国人民解放军海军士官学校

## 历任领导
| 司令员 - 萧劲光 海军大将（1950年1月—1980年1月） - 叶 飞（1980年1月—1982年8月） - 刘华清（1982年8月—1988年1月） - 张连忠 海军上将（1988年1月—1996年11月） - 石云生 海军上将（1996年11月—2003年6月） - 张定发 海军上将（2003年6月—2006年8月） - 吴胜利 海军上将（2006年8月—2017年1月） - 沈金龙 海军上将（2017年1月—2021年8月） - 董 军 海军上将（2021年8月—2023年12月） - 胡中明 海军上将（2023年12月—） | 政治委员 - 苏振华 海军上将（1957年2月—1967年1月） - 李作鹏（1967年5月—1971年9月，第一政治委员） - 苏振华（1973年3月—1979年2月，第一政治委员） - 叶 飞（1979年2月—1980年1月） - 李耀文 海军上将（1980年10月—1990年4月） - 魏金山 海军中将（1990年4月—1993年12月） - 周坤仁 海军上将（1993年12月—1995年7月） - 杨怀庆 海军上将（1995年7月—2003年6月） - 胡彦林 海军上将（2003年6月—2008年7月） - 刘晓江 海军上将（2008年7月—2014年12月） - 苗 华 海军上将（2014年12月—2017年8月） - 秦生祥 海军上将（2017年8月—2022年1月） - 袁华智 海军上将（2022年1月—） |

| 副司令员 - 王宏坤 海军上将（1950年4月—1966年3月） - 罗舜初 海军中将（1952年3月—1960年8月，第二副司令员） - 方 强 海军中将（1953年2月—1959年2月，第三副司令员；1979年5月—1982年8月） - 刘道生 海军中将（1957年8月—1967年3月；1973年7月—1977年12月；1977年12月—1982年8月，第一副司令员） - 周希汉 海军中将（1958年12月—1975年8月；1976年10月—1982年8月） - 陶 勇 海军中将（1959年11月—1967年1月逝世） - 赵启民 海军中将（1959年12月—1973年7月） - 李作鹏 海军中将（1962年6月—1967年6月） - 吴瑞林（1968年8月—1972年10月） - 周仁杰（1970年3月—1977年10月；1980年11月—1982年2月） - 苏振华（1972年5月—1973年3月，第一副司令员） - 马忠全（1973年7月—1982年8月） - 王万林（1973年7月—1979年10月） - 孔照年（1973年7月—1979年10月） - 高振家（1973年7月—1979年10月） - 梅嘉生（1975年8月—1982年8月） - 杨国宇（1978年7月—1985年7月） - 郑国仲（1981年3月—1982年8月） - 傅继泽（1981年3月—1985年7月） - 邓兆祥（1981年12月—1985年7月） - 聂奎聚（1982年8月—1985年7月） - 李 景 海军中将（1982年8月—1992年11月） - 张序三 海军中将（1985年7月—1992年11月） - 张连忠（1985年7月—1988年1月） - 陈明山 海军中将（1988年1月—1994年12月） - 邢永宁 海军中将（1988年1月—1989年3月） - 石云生 海军中将（1992年11月—1996年11月） - 贺鹏飞 海军中将（1992年11月—2001年3月逝世） - 徐振忠 海军中将（1994年12月—1999年12月） - 何林忠 海军中将（1997年11月—2000年12月） - 沈滨义 海军中将（1999年12月—2004年12月） - 么兴远 海军中将（2000年6月—2004年12月） - 张定发 海军中将（2000年12月—2002年11月） - 王守业 海军中将（2001年7月—2005年12月） - 金 矛 海军中将（2002年1月—2005年7月） - 王玉成 海军中将（2003年1月—2005年7月） - 赵兴发 海军中将（2004年12月—2008年12月） - 张永义 海军中将（2004年12月—2013年7月） - 郑宝华 海军中将（2005年7月—2007年12月逝世） - 张展南 海军中将（2006年5月—2011年6月） - 丁一平 海军中将（2006年8月—2014年7月） - 顾文根 海军中将（2007年12月—2009年12月） - 徐洪猛 海军中将（2009年12月—2014年12月） - 苏士亮 海军中将（2010年12月—2013年12月） - 刘 毅 海军中将（2011年6月—2018年12月） - 丁 毅 海军中将（2013年7月—2021年6月） - 田 中 海军中将（2013年12月—2017年12月） - 杜景臣 海军中将（2014年7月—2016年） - 蒋伟烈 海军中将（2014年12月—2017年） - 王 海 海军中将（2015年7月—2017年1月） - 苏支前 海军中将（2017年1月—2017年5月） - 冯丹宇 海军中将（2017年8月—） - 邱延鹏 海军中将（2017年12月—2019年12月） - 王厚斌 海军中将（2018年12月—2023年7月） - 张文旦 海军中将（2019年12月—2021年3月） - 董 军 海军中将（2021年3月—2021年8月） - 崔玉忠 海军中将（2021年6月—） - 李玉杰 海军中将（2021年12月—） - 马立新 海军中将（2024年11月—） | 副政治委员 - 刘道生（1950年4月—1954年6月） - 苏振华 海军上将（1953年11月—1957年2月） - 方 强 海军中将（1959年1月—1965年8月） - 杜义德 海军中将（1960年7月—1967年1月；1973年7月—1977年10月） - 王宏坤（1966年5月—1977年10月，第二政治委员） - 张秀川（1968年8月—1969年8月） - 卢仁灿（1973年7月—1982年8月） - 王 昕（1973年7月—1979年10月） - 杜义德（1977年10月—1980年1月，第二政治委员） - 李君彦（1981年2月—1982年8月） - 方正平（1981年3月—1985年7月） - 康志强（1981年3月—1982年8月） - 吴 罡（1982年8月—1985年7月） - 魏金山 海军中将（1985年7月—1990年4月） - 张文华 海军中将（1990年4月—1992年11月） - 李世田 海军中将（1990年4月—1992年11月） - 周坤仁 海军中将（1992年11月—1993年12月） - 佟国荣 海军中将（1992年11月—1994年12月） - 杨怀庆 海军中将（1993年12月—1995年7月） - 冷 宽 海军中将 （1994年12月—2001年7月） - 李俊琏 海军中将（1995年7月—2000年6月） - 胡彦林 海军中将（2000年6月—2003年6月） - 刘晓江 海军中将（2001年7月—2008年7月） - 康成元 海军中将（2003年12月—2004年12月） - 邬华扬 海军中将（2004年12月—2009年6月） - 范印华 海军中将（2008年7月—2011年6月） - 徐建中 海军中将（2009年6月—2011年12月） - 王兆海 海军中将（2011年6月—2013年7月） - 岑 旭 海军中将 （2011年12月—2012年12月） - 王森泰 海军中将（2012年12月—2014年12月） - 马发祥 海军中将（2013年7月—2014年11月逝世） - 王登平 海军中将（2014年12月—2016年） - 丁海春 海军中将（2014年12月—2017年11月） - 刘训言 海军少将（2017年8月—2017年12月) - 陈学斌 海军中将（2017年12月—2018年4月） - 袁华智 海军中将（2019年4月—） 海军顾问 - 潘焱（1975年8月30日—1979年1月） - 曾克林（1975年8月30日—1979年2月） - 郑国仲（1975年8月30日—1977年4月） - 张汉丞（1975年8月30日—1981年4月） - 彭林（1975年8月30日—1985年7月） - 李君彦（1982年8月—1985年7月） - 周希汉（1982年8月—1985年7月） - 桂绍彬（1983年8月—1985年7月） - 黄忠学（1983年8月—1985年7月） - 段德彰（1983年8月—1985年7月） |

|  |

## 象征和标识

### 旗帜
现行舰艇悬挂旗帜的规定为：主桅悬挂中华人民共和国国旗，舰艏旗军旗，舰艉旗为海军军旗。
1950年代曾另行设计海军舰艏旗，后因故取消。解放军军旗曾在1949年—1992年间同时作为軍艦旗。
- 现行舰艏旗
- 1950年代的舰艏旗
- 现行舰艉旗

### 军衔

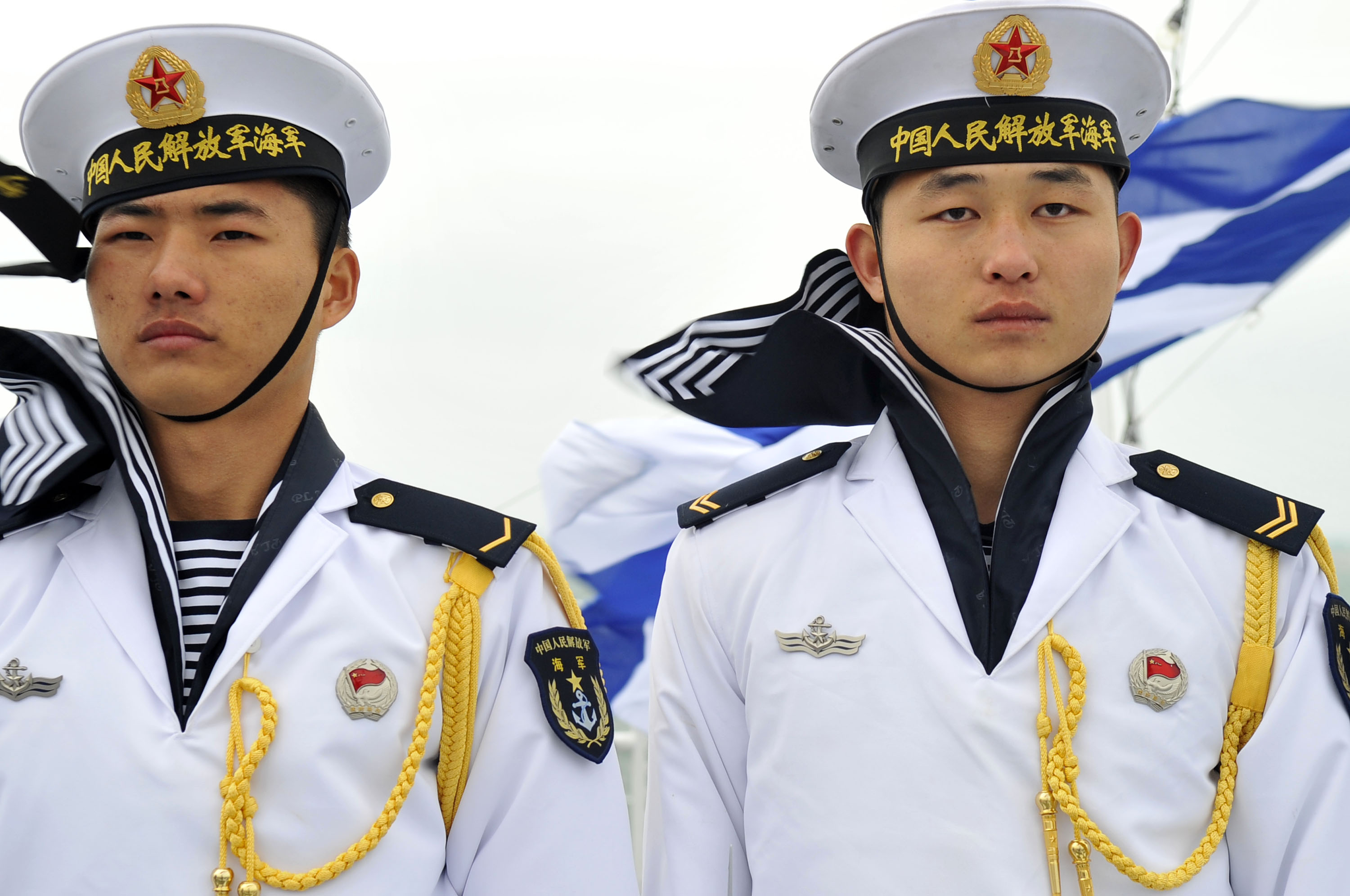
中国人民解放军海军士兵军衔：左侧为海军列兵，右侧为海军上等兵

海军现有军衔编制与陆军、空军、火箭军相同，为5等19级。大体上分为军官与士兵两大类。军官分为将校尉3等，将军分为海军上将、海军中将、海军少将3级，校官分海军大校、海军上校、海军中校、海军少校4级，尉官分海军上尉、海军中尉、海军少尉3级；介于军官与士官之间的军校学员；士兵分为军士和士兵两级，军士分高级军士（海军一级军士长、海军二级军士长、海军三级军士长），中级军士（海军一级上士、海军二级上士），初级军士（海军中士，海军下士），兵分海军上等兵与海军列兵。
初级军士最高6年，中级军士最高8年，高级军士可以服现役14年以上。初级军士、中级军士在本级最高服现役年限内，按照岗位编制规定确定服现役时间。

### 歌曲
中国人民解放军海军的准军歌是《人民海军向前进》。同时，还有《我爱这蓝色的海洋》、《军港之夜》、《水兵进行曲》等许多脍炙人口的军旅歌曲。

## 装备

### 水面战斗舰艇

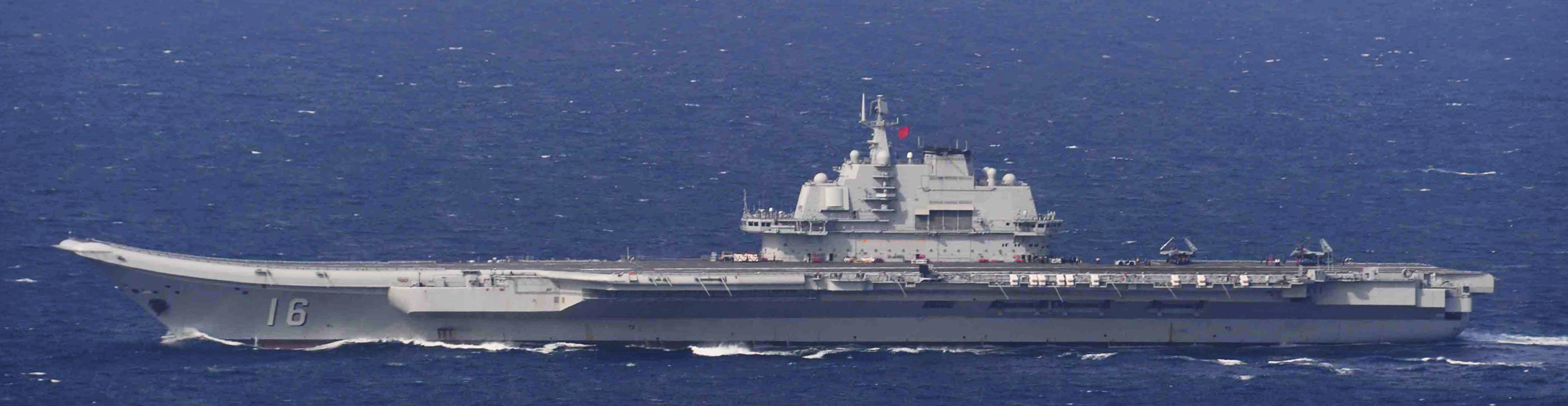
001型航空母艦
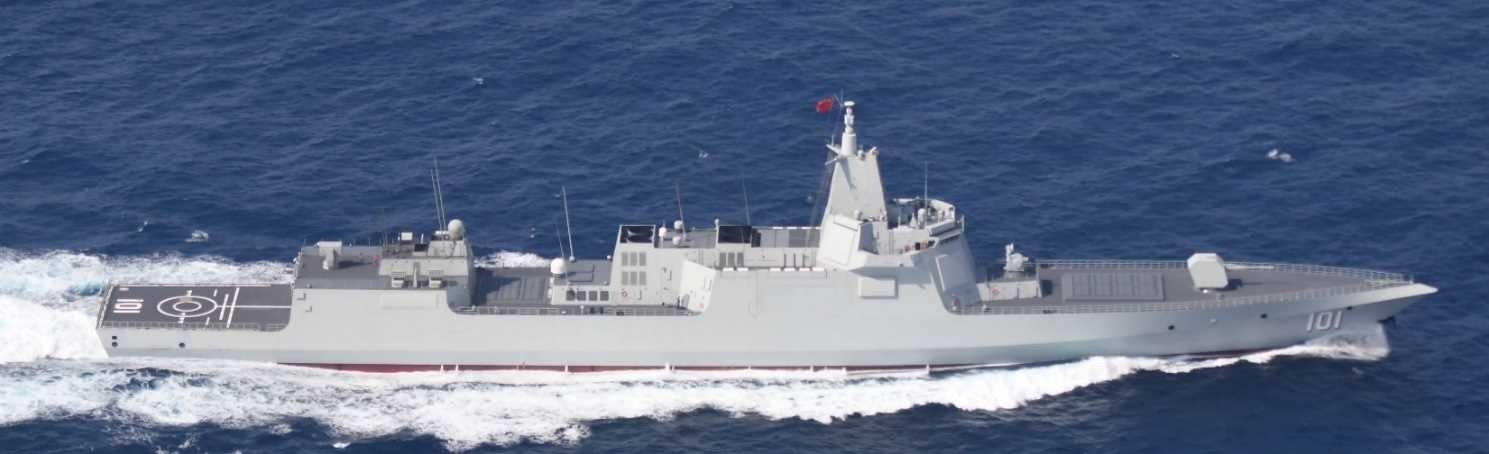
055型导弹驱逐舰
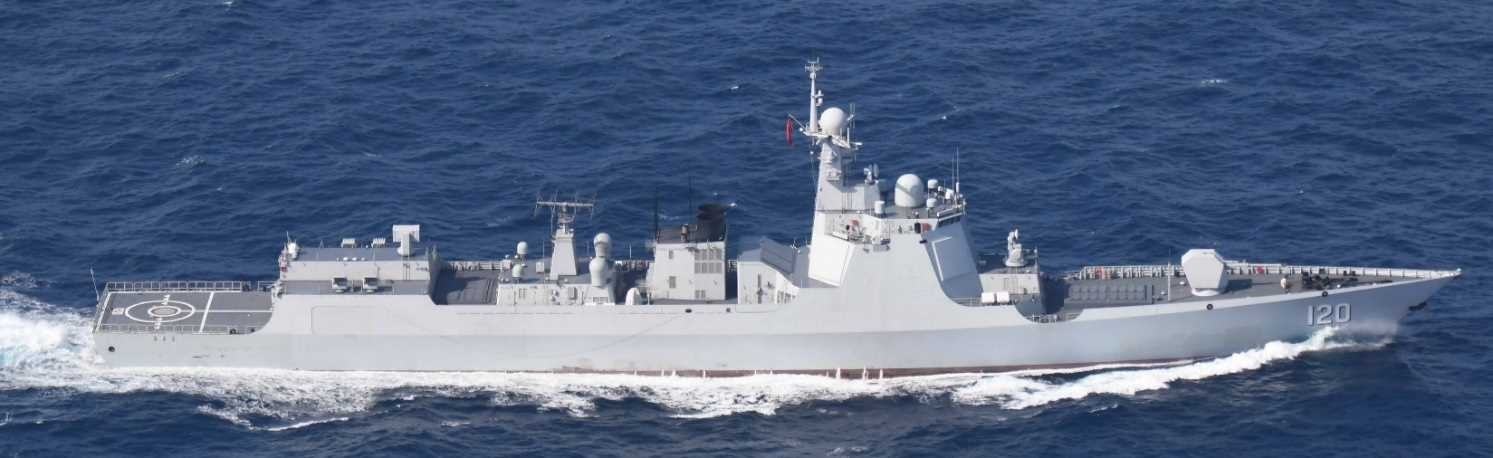
052D型导弹驱逐舰
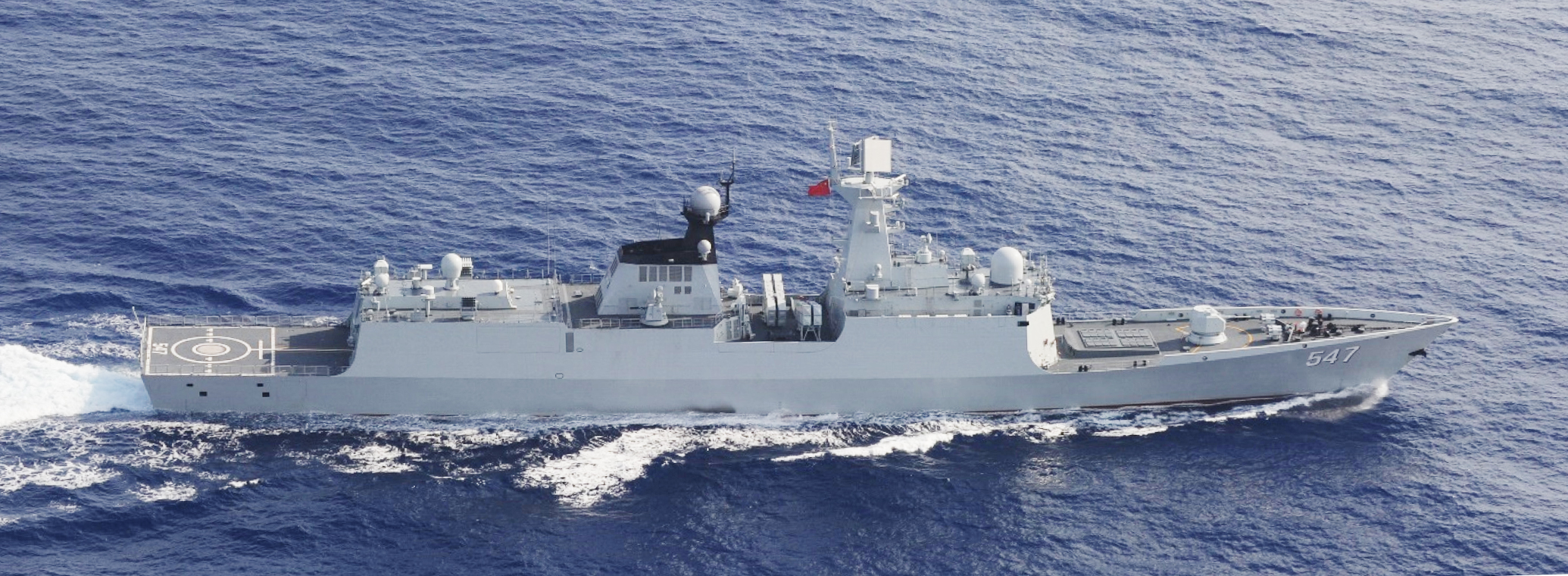
054A型导弹护卫舰
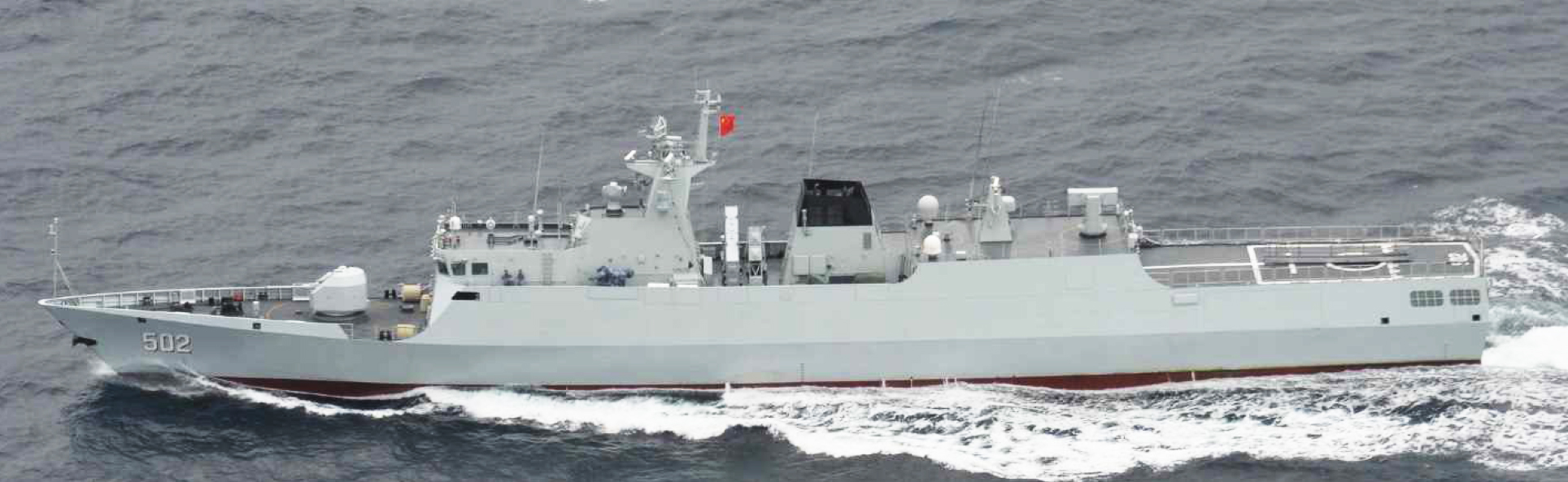
056A型导弹护卫舰

航空母舰（2艘）
- 004型航空母舰 计划中
- 003型航空母艦 1艘即将入列
- 002型航空母艦 1艘
- 001型航空母艦 1艘

驱逐舰（56艘）
- 055型驱逐舰 8艘，另有2艘航行试验中、2艘下水舾装中、2艘分段合拢中
- 052D型驱逐舰 31艘，另2艘海试中、2艘航行试验中、2艘下水舾装中、1艘分段合拢中
- 052C型驱逐舰 6艘
- 051C型驱逐舰 2艘
- 956EM型驱逐舰 2艘
- 052B型驱逐舰 2艘
- 956E型驱逐舰 2艘
- 051B型驅逐艦 1艘
- 052型驱逐舰 2艘

（97艘）
- 054B型護衛艦 2艘
- 054A型护卫舰 40艘，另有6艘下水舾装中
- 054型护卫舰 2艘
- 053H3型护卫舰 3艘
- 056A型护卫舰 50艘

导弹艇（60艘）
- 22型导弹快艇 60艘

### 两栖舰艇

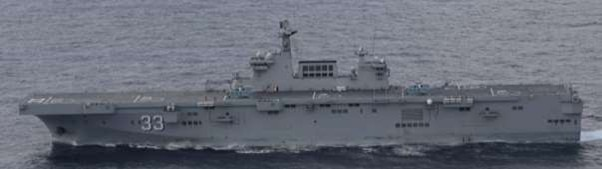
075型兩棲攻擊艦
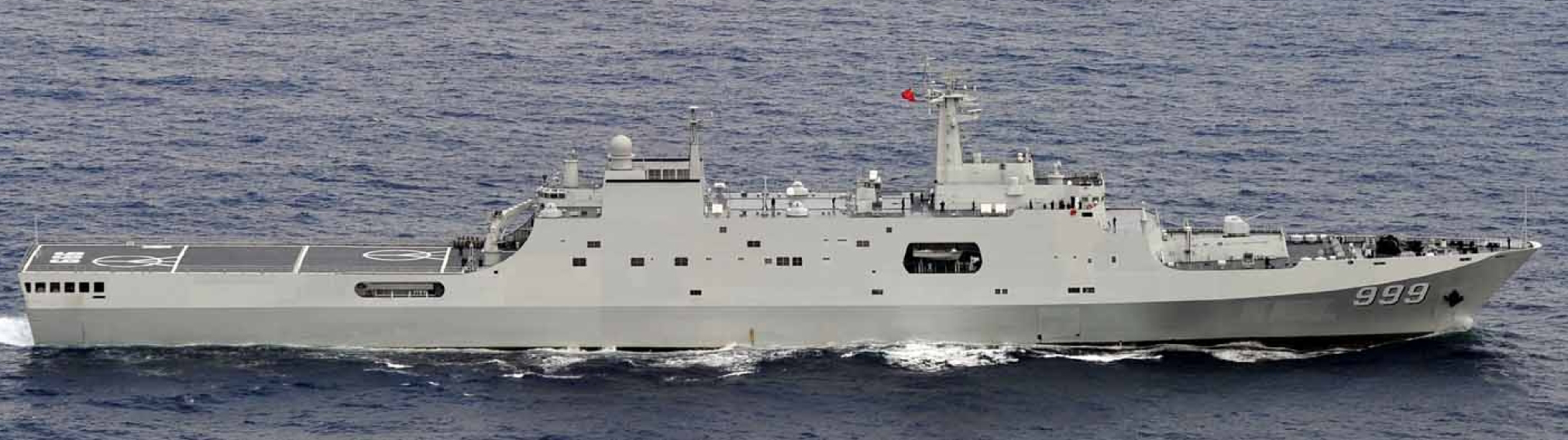
071型船坞登陆舰
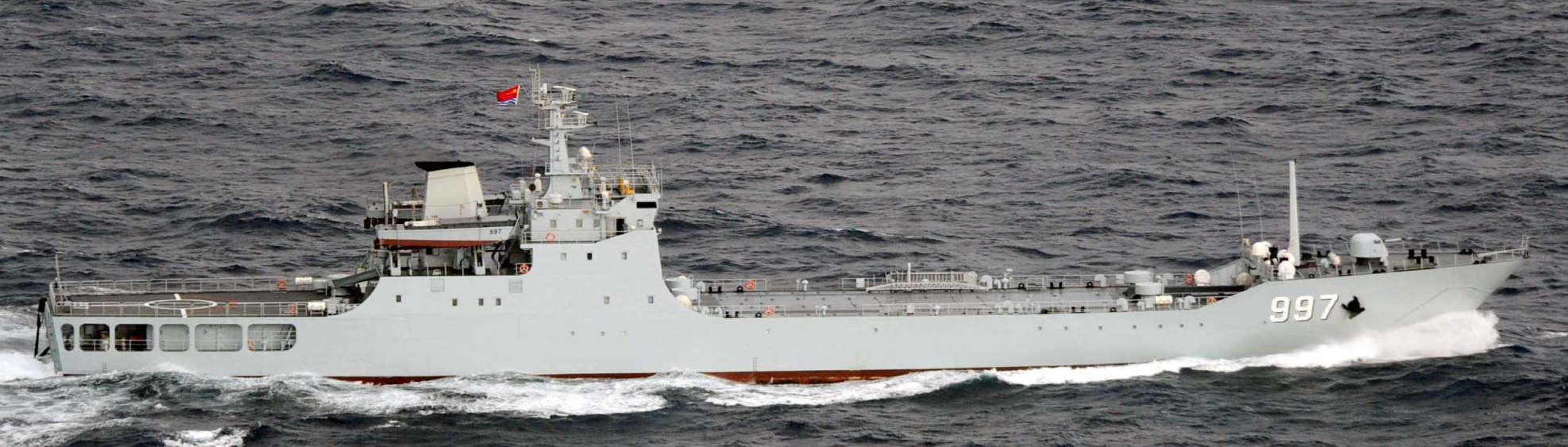
072A型大型登陆舰

两栖攻击舰（4艘）
- 076型两栖攻击舰 1艘下水舾裝中
- 075型两栖攻击舰 4艘

船坞登陆舰（8艘）
- 071型船坞登陆舰 8艘

坦克登陆舰（36艘）
- 072A型大型登陆舰 15艘
- 072III型大型登陆舰11艘
- 073A型中型登陆舰 10艘

登陆艇（10艘）
- 074A型登陆艇 10艘

气垫登陆艇
- 728型气垫登陆艇 6艘
- 726型气垫登陆艇 38艘
- 724型气垫登陆艇 51艘

### 潜艇

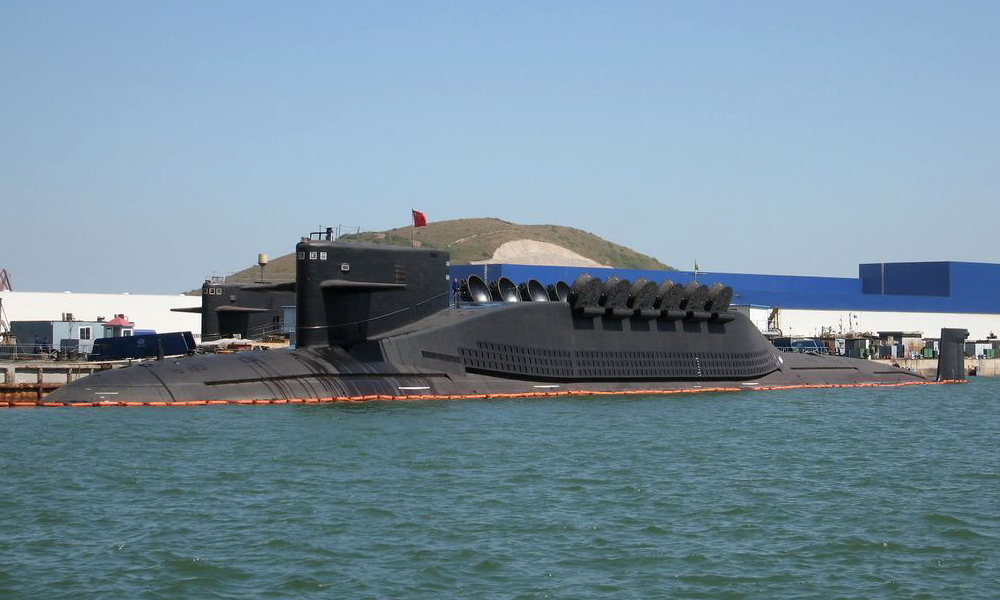
094型弹道导弹核潜艇
039A型

核潜艇（12艘）
- 弹道导弹潜艇（6艘）
  - 09VI型核潜艇 计划中
  - 09IVA型核潜艇 4艘
  - 09IV型核潜艇 2艘
- 攻擊型潛艇（6艘）[63]
  - 09V型核潜艇 计划中
  - 09IIIB型核潜艇 3艘海试中、2艘航行试验中、3艘下水舾装中
  - 09IIIA型核潜艇 4艘
  - 09III型核潜艇 2艘

AIP潛艇（26艘）
- 039C型潜艇 8艘
- 039B型潜艇 14艘
- 039A型潜艇 4艘

柴電潛艇（28艘）
- 636型潜艇 10艘
- 039型潜艇 13艘
- 035B型潜艇 5艘

武器试验艇（1艘）
- 32型潜艇 1艘

### 辅助舰船
- 901型综合补给舰
- 903A型综合补给舰
- 815A型电子侦察舰

扫雷舰（26艘）
- 081A型扫雷舰 10艘
- 081型扫雷舰 4艘
- 082II型猎扫雷舰 12艘

補給艦（12艘）

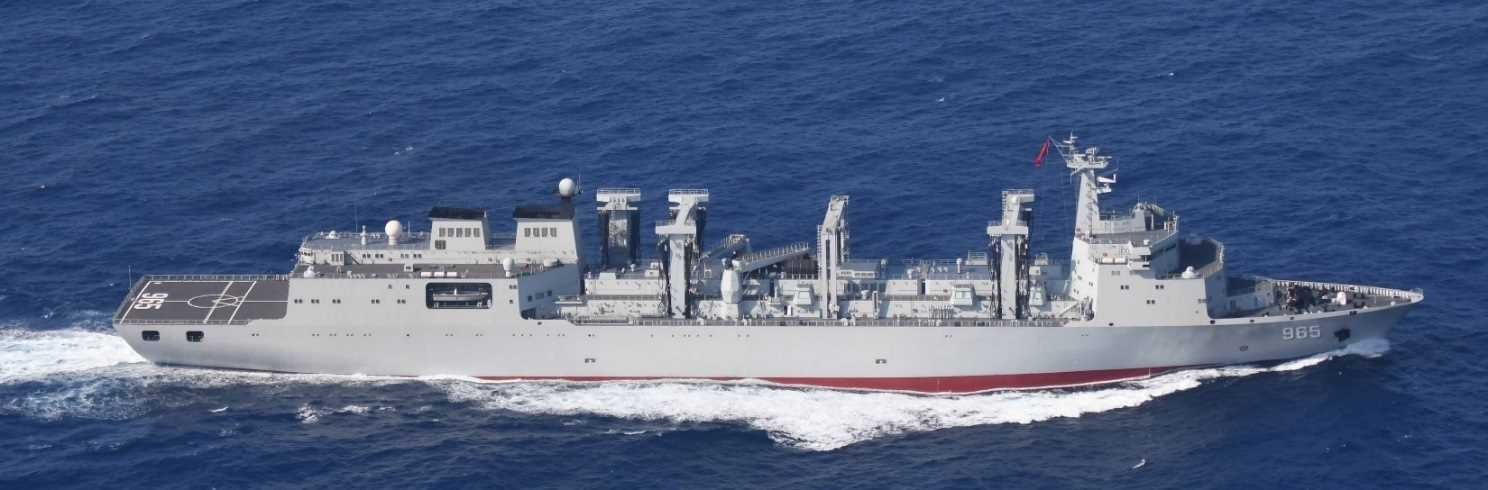
901A型综合补给舰 1艘航行试验中、1艘分段合拢中
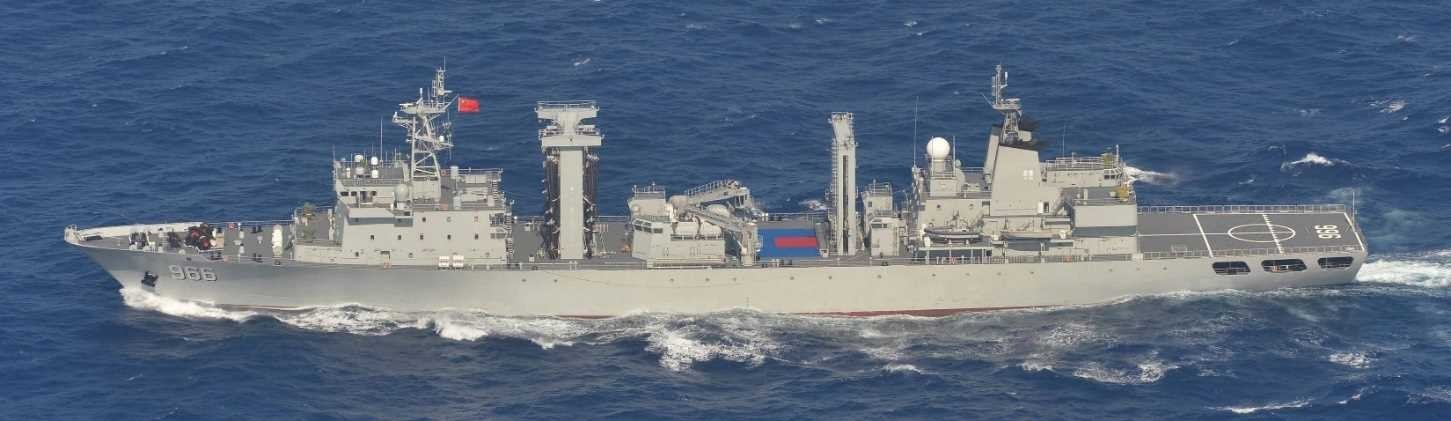
901型综合补给舰 2艘
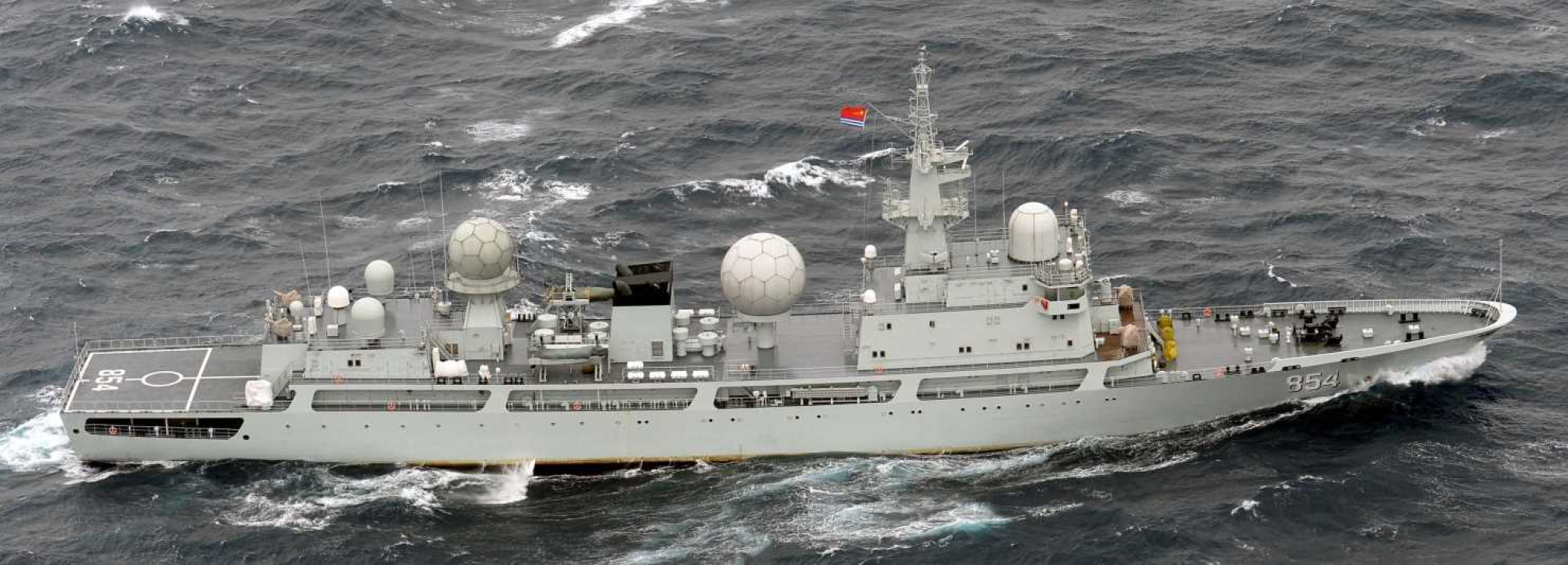
815A型电子侦察舰

- 903A型综合补给舰 7艘，另有2艘航行试验中，1艘下水舾裝中，2艘分段合拢中
- 903型综合补给舰 2艘
- 905型綜合補給艦 1艘

島礁補給艦（3艘）
- 904B型运输补给舰 2艘
- 904A型运输补给舰 1艘

电子侦察舰（9艘）
- 815A型电子侦察舰 8艘
- 815型电子侦察舰 1艘

试验舰（4艘）
- 910型綜合試驗艦 4艘

海洋监视船（6艘）
- 927型海洋监视船 6艘

海洋调查船（9艘）
- 636A型海洋综合调查船 9艘

救援船（8艘）
- 927型潜艇支援舰 2艘

- 926型潜艇支援舰 3艘
- 917型三體救生船 3艘

医院船（5艘）
- 920型醫院船 3艘
- 919型醫院船 2艘

### 海军航空兵

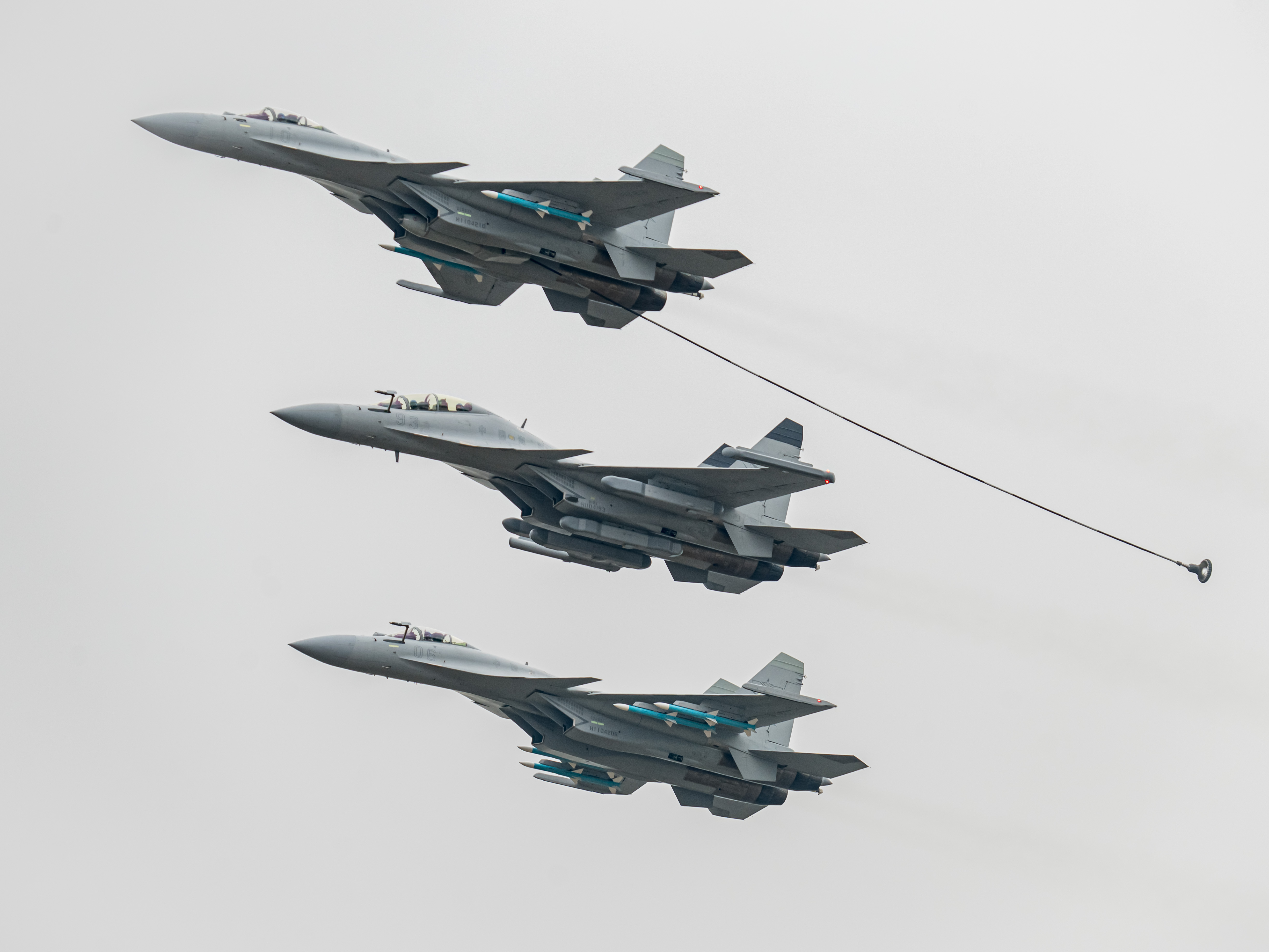
殲-15T/D艦載機
直-20J艦載直升机
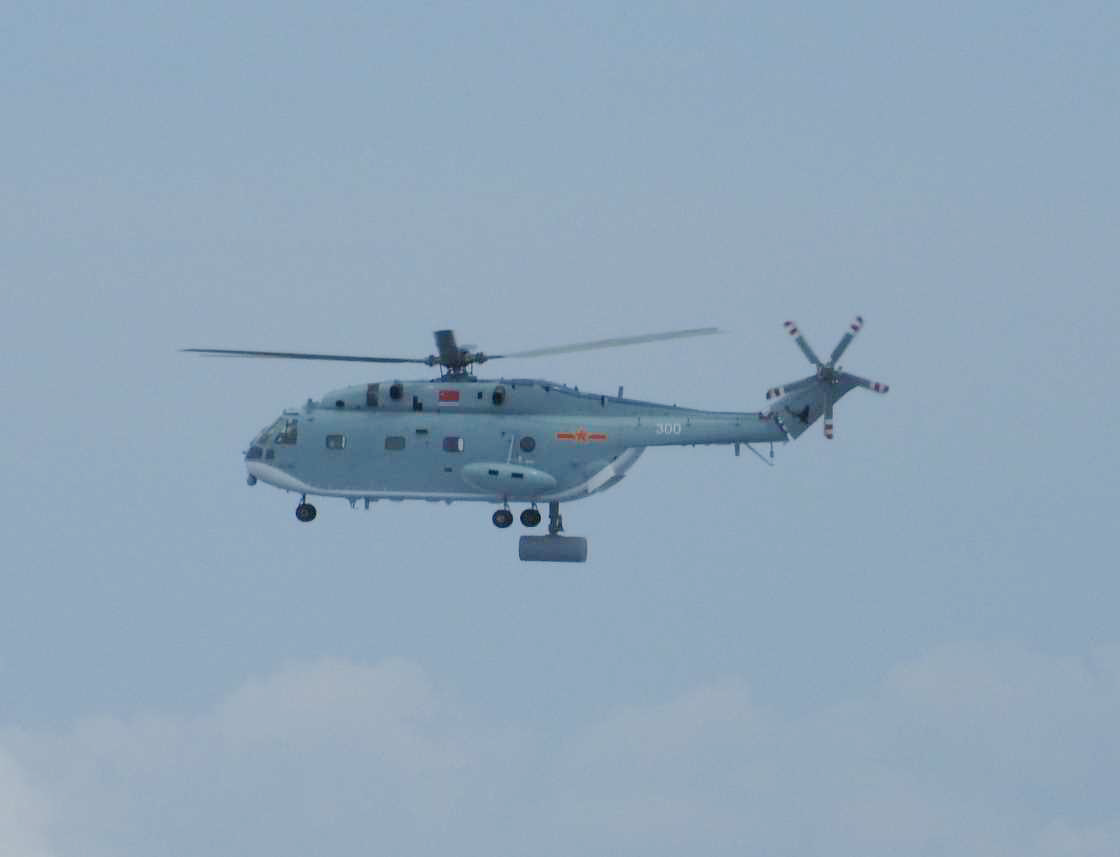
直-18J舰载空中预警机
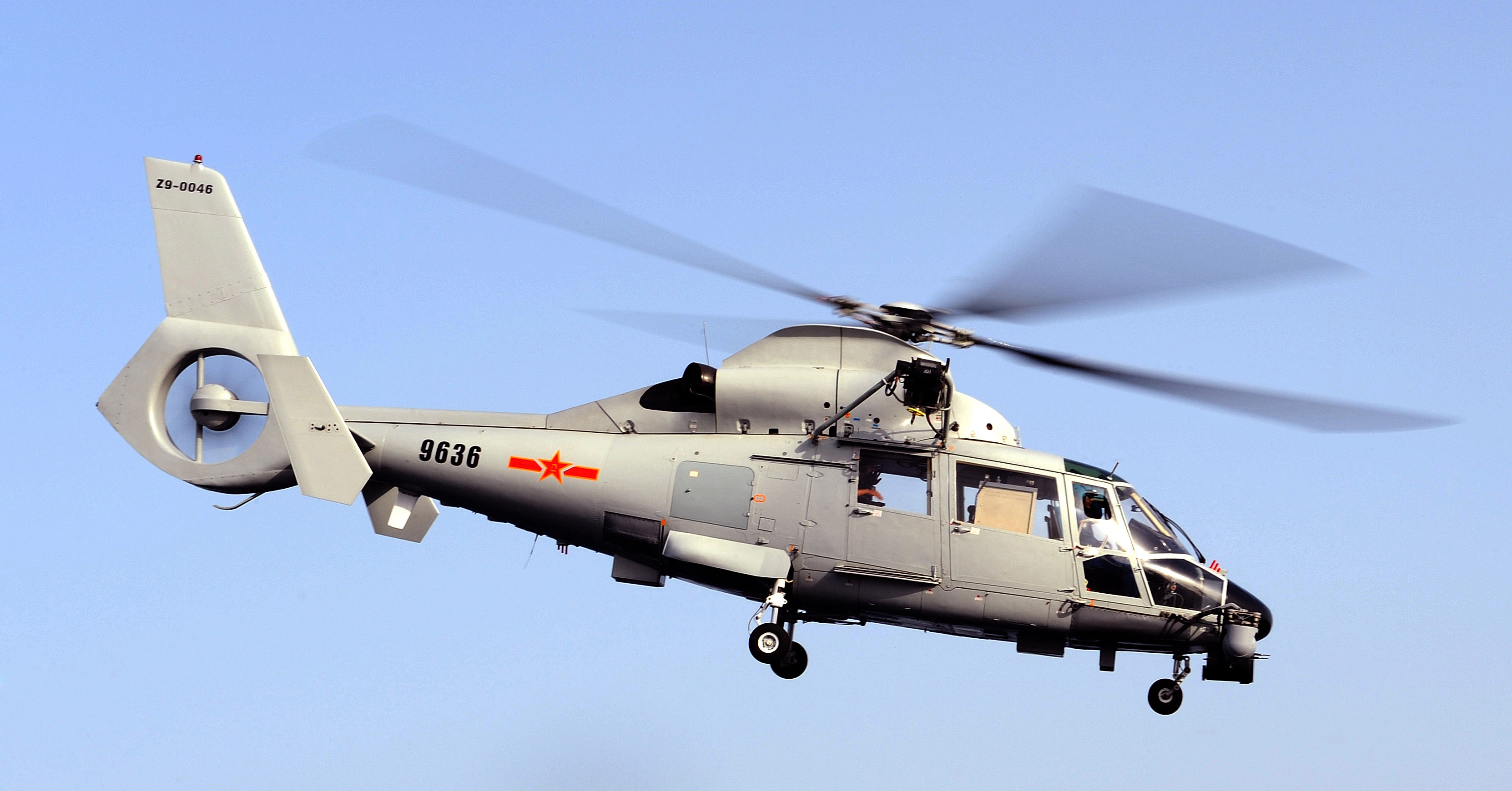
直-9C艦載直升机
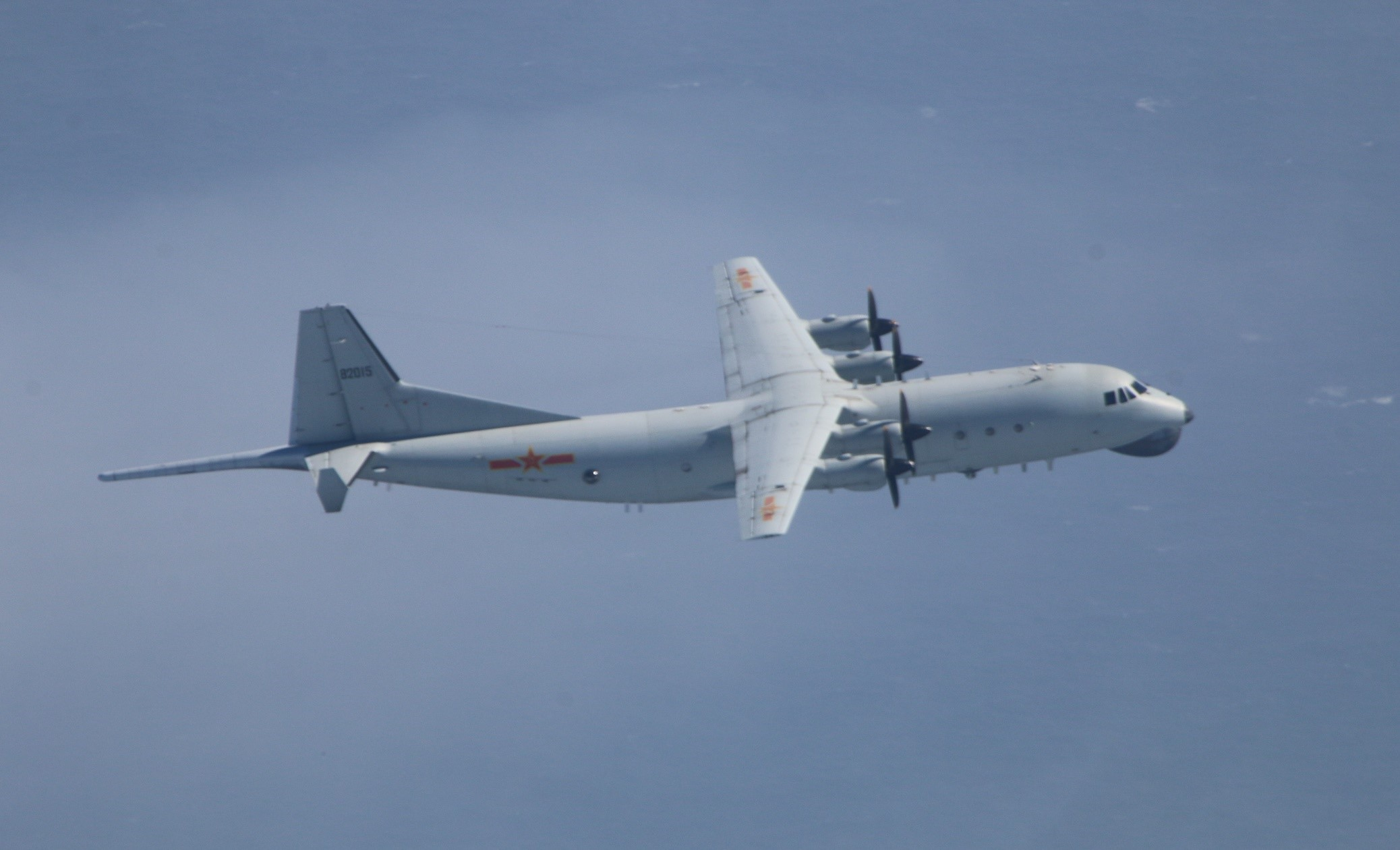
空潛-200反潛機

舰载机
- 殲-35 艦載殲擊機 6+架
- 歼-15/S/T 舰载歼击机 130+架
- 歼-15D 舰载电战机
- 教练-10T 艦載教练機（計劃中）
- 空警-600 舰载空中预警机  3+架
- 直-20 舰载反潜/反舰/通用直升机
- 直-18 舰载预警/反潜/运输直升机 6+架
- 直-8 舰载运输直升机 34架
- 直-9 舰载反潜/反舰/通用直升机 40架
- 卡-31 舰载预警直升机 9架
- 卡-28 舰载反潜直升机（退役中）14架

反潜机
- 運-9Q 高新十四號反潛機
- 空潛-200 高新六號反潛機 约50架[64][來源可靠？]

無人機
- BZK-005 21架
- 攻擊-1 24架
- 无侦-7 8架

空中预警机
- 空警-500H 高新十号空中预警机 8架
- 空警-200H 高新五号空中预警机 6架

偵察机
- 运-9JB 高新八号情报机 8架
- 运-8JB 高新二号情报机 5架
- 运-8J 海上警戒机 4架

運輸機
- 运-9H
- 运-7H/G 12架

教练机
- 教练-10 12+架
- 歼教-9 40+架
- 教练-8 16架
- 初教-6 40架

### 岸艦飛彈

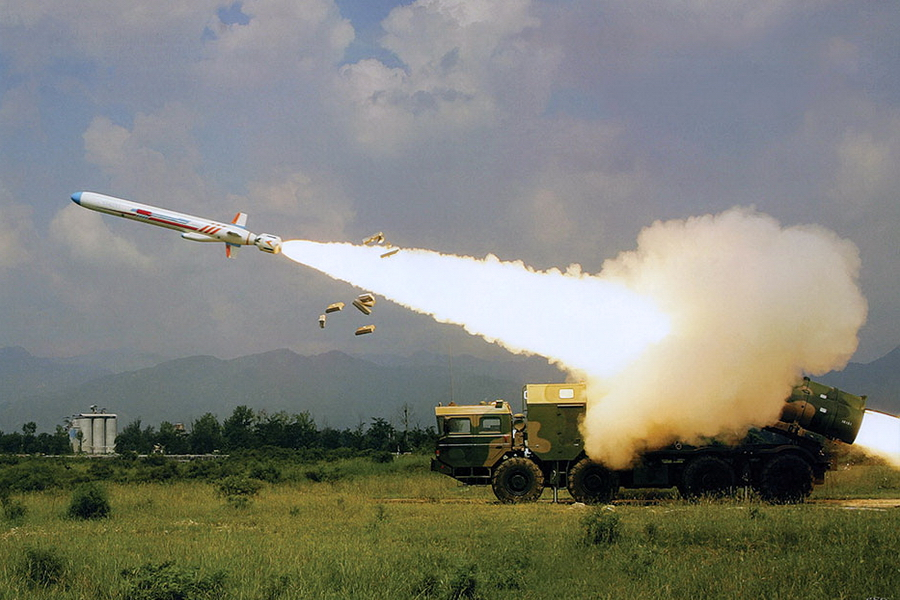
鹰击-62A岸艦飛彈

- 鷹擊-12B
- 鷹擊-62A